# Hrt
Hrt je rasa pasa. Ovaj lovački pas koji lovi prvenstveno koristeći vid i brzinu, uzgajan je radi gonjenja plena i trke hrtova. On se naziva i engleskim hrtom. Od kada je postalo široko zastupljeno usvajanje penzionisanih trkačkih hrtova, pasmina je doživela porast popularnosti kao porodični kućni ljubimac.
Prema Merijam-Vebsteru, hrt je „bilo koja od pasmina visokih vitkih gracioznih pasa glatke dlake koje karakteriše brzina i oštar vid”, kao i „bilo koji od nekoliko srodnih pasa”, kao što je italijanski hrt.
To je nežna i inteligentna pasmina čija kombinacija dugih, snažnih nogu, dubokih grudi, fleksibilne kičme i vitke građe omogućava joj da dostigne prosečne trkačke brzine veće od 64 km/h (40 mph). Hrt može dostići punu brzinu od 70 km/h (43 mph) unutar 30 m (98 ft), ili šest dugačkih koraka od kutija, putujući skoro 20 m/s (66 ft/s) tokom prvih 250 m (820 ft) trke.

## Izgled
Mužjaci su obično 71 do 76 cm (28 do 30 in) visoki u hrbatima, i teže u proseku 27 do 40 kg (60 do 88 lb). Ženke su obično manje, sa visinom ramena u opsegu od 66 do 71 cm (26 do 28 in) i težinom od 25 do 34 kg (55 do 75 lb), mada težina može da bude manja od prosečnih vrednosti. Hrtovi imaju veoma kratku dlaku, koja se lako održava. Postoji oko trideset prepoznatih formi boja, od kojih se varijacije bele, tamno smeđe, žutosmeđe, crne, crvene i plave (sive) mogu izgledati jedinstvene ili u kombinaciji. Hrtovi su dolihocefalični, s lobanjom koja je relativno duga u odnosu na širinu, i izduženom njuškom.

## Temperament
Hrtovi mogu biti rezervisani i ravnodušni prema strancima, ali su privrženi prema onima koje upoznaju. Obično su veoma poslušni, lenji, lagodni i smireni.
Hrtovi nose korpe na njušci tokom trka, što može ostaviti utisak da se radi o agresivnim psima, iako to nije slučaj. Korpe na njuškama se nose kako bi se sprečile povrede pasa koji bi se međusobno ujedali tokom trke ili neposredno nakon nje, kada je zec nestao iz vida i psi više ne trče, ali ostaju uzbuđeni.
Suprotno uvreženom mišljenju, odraslim hrtovima ne trebaju duža razdoblja svakodnevnog vježbanja, jer se uzgajaju za sprintanje, a ne za izdržljivost. Štenad hrtova koja nije naučena kako da koristi svoju energiju, međutim, može da bude hiperaktivna i destruktivna, ako im ne pruži prilika da se istrče, te im je potrebno iskusnije rukovanje.

## Kućni ljubimci
Vlasnici hrtova smatraju da su hrtovi divni kućni ljubimci. Veoma su nežni, i uživaju u društvu svojih ljudskim kompanjona, kao i drugih pasa. Da li će hrt uživati u društvu drugih malih životinja, poput mačaka, zavisi od individualnih karakteristika psa. Hrtovi tipično jure male životinje; oni kojima nedostaje visoko izražen nagon za „plenom” biće u stanju da koegzistiraju sa malim psećim rasama i/ili mačkama. Mnogi vlasnici opisuju svoje hrtove kao „lenjivce od 45 milja na sat”.
Hrtovi najsrećnije žive kao kućni ljubimci u tihim okruženjima. Dobro se snalaze u porodicama sa decom, dokle god se deca nauče da sa psom uljudno postupaju i sa odgovarajućim poštovanjem. Hrtovi imaju osetljivu prirodu, i blage komande najbolje deluju kao metode treninga.
Povremeno hrtovi mogu da laju; međutim, hrtovi obično nisu lajavci, što je korisno u prigradskim sredinama, a obično su podjednako prijateljski prema strancima kao i sa vlastitim porodicama.
Vrlo česta zabluda o hrtovima je da su hiperaktivni. To obično nije slučaj sa penzionisanim trkačkim hrtovima. Hrtovi mogu komotno da žive kao apartmanski psi, jer im nije potrebno mnogo prostora i spavaju gotovo 18 sati dnevno. Zbog svog mirnog temperamenta, hrtovi mogu da budu bolji apartmanski psi od manjih, aktivnijih pasmina.
Mnoge grupe za usvajanja hrtova preporučuju vlasnicima da drže hrtove na povocu kad god su napolju, osim u potpuno zatvorenim prostorima. To je zbog njihovog lovačkog nagona, brzine i tvrdnje da hrtovi nemaju osećaja za put. U nekim je nadležnostima nezakonito da se hrtovima dozvoli da budu van povoca, čak i u parkovima za pse gde se povodac normalno ne koristi. Zbog njihove veličine i snage, grupe za usvajanje preporučuju da ograde budu visoke između 4 i 6 stopa, kako bi sprečilo da ih hrtovi preskoče. Kao kod većine pasmina koje bivaju usvojene nakon trkačkog staža tipično je neophodno duže vreme da se prilagode svom novom životu sa ljudskom porodicom. Objavljeni su mnogi vodiči i knjige koji pomažu vlasnicima hrtova da njihov kućni ljubimac ugodno uđe u njegov novi dom.

## Sposobnosti

### Proganjanje
Prvobitna primarna upotreba hrtova, kako na Britanskim ostrvima tako i u kontinentalnoj Evropi, bila je u teranje jelena za meso i sport; kasnije su se, posebno u Britaniji, specijalizovali za takmičenja teranja zečeva. Neki se hrtovi i dalje koriste za tu svrhu, mada su sportovi sa veštačkim mamcima poput progona mamca i trčanja daleko češći i popularniji. Mnogi vodeći sprinteri na razdaljine od 300 do 550 jardi imaju krvne linije koje se mogu pratiti kroz irske pretke, do nekoliko generacija trkača koji su pobedili na događajima kao što su Irski derbi ili Irski kup.

### Trke
Sve do početka dvadesetog veka, hrtovi su se uglavnom uzgajali i obučavali za lov i proterivanje plena. Tokom 1920-ih moderne trke hrtova su uvedene u Sjedinjenim Državama, Engleskoj (1926), Severnoj Irskoj (1927), Škotskoj (1927) i Republici Irskoj (1927). Australija takođe ima značajnu trkačku kulturu.
U Sjedinjenim Državama, osim profesionalnih trkača, mnogi hrtovi ostvaruju uspehe na amaterskim trkačkim stazama. Organizacije poput Velike gejzehaund trkačke asocijacije (LGRA) i Nacionalne trkačke asocijacije na ovalnim stazama (NOTRA) pružaju mogućnosti za takmičenja hrtova.

## Literatura
- "The Greyhound in 1864: ..." Walsh 1864
- "The Greyhound, ..." Dalziel 1887
- Of Greyhounds and of Their Nature, Chapter XV: "The Master of Game" Edward of York circa 1406
- "The Greyhound" Roger D. Williams, in The American Book of the Dog Editor George O. Shields. Chicago: Rand Mcnally 1891
- Greyhound Nation: A Coevolutionary History of England, 1200-1900 Edmund Russell, Cambridge University Press . Russell, Edmund (2018). Greyhound Nation: A Coevolutionary History of England, 1200–1900. Cambridge University Press. ISBN 978-0521762090.
- The Greyhound and the Hare: A history of the breed and the sport Charles Blanning, The National Coursing Club, 2018

## Spoljašnje veze
- „Greyhound Health. Corns in Greyhounds.”. www.ngap.org. Архивирано из оригинала 08. 08. 2018. г. Приступљено 9. 5. 2019.
- „Making Sense of Blood Work in Greyhounds” (PDF). Архивирано из оригинала (PDF) 25. 3. 2009. г. Приступљено 5. 11. 2014.